# Saint-Bresson (Gard)
Saint-Bresson – miejscowość i gmina we Francji, w regionie Oksytania, w departamencie Gard.
Według danych na rok 1990 gminę zamieszkiwało 48 osób, a gęstość zaludnienia wynosiła 6 osób/km² (wśród 1545 gmin Langwedocji-Roussillon Saint-Bresson plasuje się na 852. miejscu pod względem liczby ludności, natomiast pod względem powierzchni na miejscu 859.).